# Sardignaïta
La sardignaïta és un mineral de la classe dels òxids. Rep el nom de l'illa de Sardenya, a Itàlia, on es troba la seva localitat tipus.

## Característiques
La sardignaïta és un òxid de fórmula química BiMo₂O₇(OH)·2H₂O. Va ser aprovada com a espècie vàlida per l'Associació Mineralògica Internacional l'any 2008. Cristal·litza en el sistema monoclínic. La seva duresa a l'escala de Mohs és 3. És una espècie estretament relacionada amb la gelosaïta.
L'exemplar que va servir per a determinar l'espècie, el que es coneix com a material tipus, es troba conservat a les col·leccions del Museu d'Història Natural de la Universitat de Pisa (Itàlia), amb el número de catàleg: 19350.

## Formació i jaciments
Va ser descoberta a Punta de Su Seinargiu, a la localitat de Sarroch de la ciutat metropolitana de Càller (Sardenya, Itàlia), on es troba en forma de cristalls prismàtics prims de fins a 1 mm de longitud en filons de quars dins d'una roca granítica. També ha estat descrita a l'àrea de Roßkar - Nördliche Zillerscharte, al districte de Zell am See (Salzburg, Àustria). Aquests dos indrets són els únics de tot el planeta on ha estat descrita aquesta espècie mineral.